# 그 남자가 수상하다
《그 남자가 수상하다》는 2004년 6월 11일에 MBC에서 방영한 베스트극장이다.

## 등장 인물

### 주요 인물
- 이훈 : 민기 역
- 김여진 : 윤주 역
- 고정민 : 경란 역 – 민기의 애인

### 그 외 인물
- 이대연
- 이혜은 : 혜원 역
- 홍순창 : 병원 원장 역
- 정영금
- 김희라
- 강산 : 재호 역 - 윤주의 아들